# 布特萊利斯
35°34′23″N 0°54′00″W / 35.573°N 0.900°W

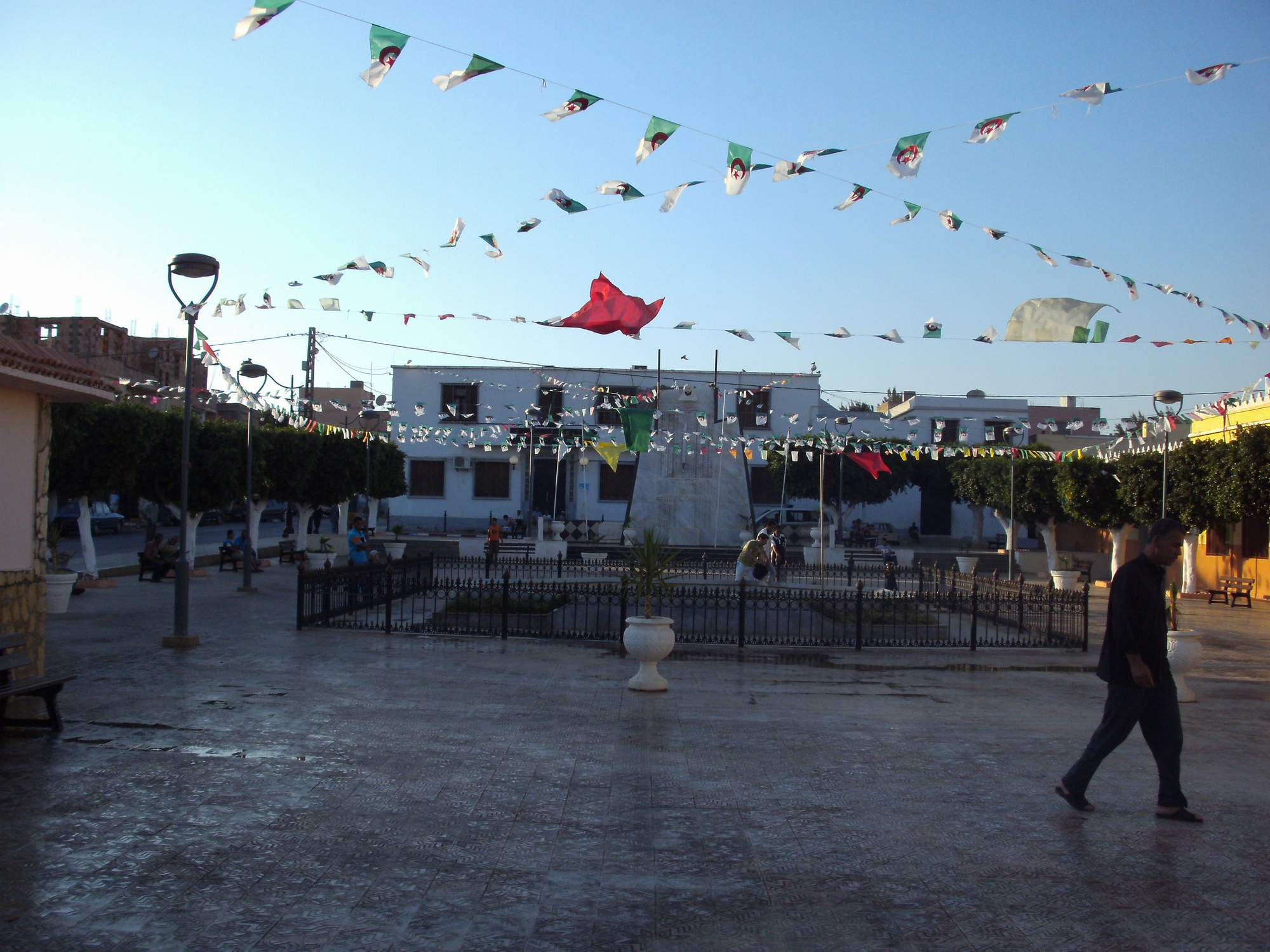
布特萊利斯的市政廳

布特萊利斯（阿拉伯语：‎），是阿爾及利亞的城鎮，位於該國西北部，由奧蘭省負責管轄，是布特萊利斯區的首府，面積136平方公里，2008年人口23,920，人口密度每平方公里176人。